# Malcom (fotbollsspelare)
Malcom Filipe Silva de Oliveira, född 26 februari 1997 i São Paulo, är en brasiliansk fotbollsspelare som spelar i Saudiarabien för Al-Hilal

## Karriär
Den 31 januari 2016 värvades Malcom av franska Bordeaux. Han debuterade i Ligue 1 den 7 februari 2016 i en 4–1-förlust mot Saint-Étienne.
Den 24 juli 2018 trodde alla och det bekräftades att AS Roma värvade Malcom men FC Barcelona köpte honom mitt i förhandlingen för 41 miljoner euro motsvarande 400 miljoner kronor. Den 2 augusti 2019 värvades Malcom av ryska Zenit Sankt Petersburg.

## Meriter

### FC Barcelona
- La Liga: 2018/2019

### FK Zenit Sankt Petersburg
- Premjer Liga: 2019/2020, 2020/2021, 2021/2022

- Ryska cupen 2019/2020
- Ryska supercupen 2019/2020, 2020/2021, 2021/2022